# Ногайская письменность
Нога́йская пи́сьменность — письменность, используемая для записи ногайского языка. За время своего существования несколько раз меняла свою графическую основу. В настоящее время ногайская письменность функционирует на кириллице. В истории ногайской письменности выделяется 3 этапа:
- до 1928 года — письменность на основе арабского письма
- 1928—1938 — письменность на основе латиницы
- с 1938 — письменность на основе кириллицы

## Алфавит на основе арабского
До середины 1920-х годов для ногайского языка крайне ограниченно использовался алфавит на основе арабского. Он включал все буквы арабского алфавита, а также дополнительные знаки

ڭ, ۉ, وَ, پ, ى‍؜, گ, ‍ىُ‍؜
для специфических звуков ногайского языка. В 1926 году ногайская письменность на арабской основе была реформирована с целью приближения к ногайской фонетике. Новый вариант письменности был опубликован Н. Ногайлы в переводе книги «Популярное изложение устава ВЛКСМ». Однако этот вариант алфавита вызвал серьёзные возражения и в 1927 году был пересмотрен автором. Всего в 1926—1928 годах на ногайском арабском алфавите было издано 11 книг.
Ногайский алфавит в конце 1920-х годов:
| ا | ئه | ب | پ | ت | ج | د | ر | ز | س  | ش  |
| ع | ف  | ق | ک | گ | ڭ | ل | م | ن | ئو | ئۇ |
| و | ى  | ىُ | ي |   |   |   |   |   |    |    |

## Латинизированный алфавит
В 1928 году в рамках общесоюзного проекта латинизации был создан ногайский алфавит на латинской основе. Его автором был Абдул-Хамид Шершенбиевич Джанибеков, учитель Ачикулакской средней школы. Этот алфавит имел следующий состав: a, в, ç, d, e, ә, f, g, ƣ, i, k, l, m, n, ꞑ, o, ө, p, q, r, s, ş, t, u, y, j, ь, z, v. В 1929 году на этом алфавите был издан первый ногайский букварь. Позднее в алфавит были введены заглавные буквы.
В 1931 году на 1-й Вседагестанской орфографической конференции было решено добавить в ногайский алфавит 6 букв (C c, I̡ ı̡, F f, H h, X x, Ƶ ƶ). 4 из них (C c, F f, H h, Ƶ ƶ) были введены для обозначения звуков в заимствованных словах. По результатам этой конференции был выпущен «Орфографический справочник ногайского языка».
В 1933 году на 2-й Вседагестанской орфографической конференции было решено ввести в ногайский алфавит букву Ꞩ ꞩ, для обозначения звука /ц/ в заимствованиях из русского языка.
В 1935 году на совещании ногайских работников при культпропе Черкесского ОК ВКП(б) было рекомендовано исключить из алфавита буквы Ç ç, Ә ә, Ꞩ ꞩ, I̡ ı̡, Ƶ ƶ. Вскоре на совещании при Дагестанском Комитете нового алфавита, где присутствовали также ногайцы Черкесской АО, было решено исключить из алфавита буквы Ç ç, Ә ә, H h, I̡ ı̡. При этом было решено вместо I̡ ı̡ писать I i; вместо Ә ә — A a (с одним исключением: әr → er); вместо H h — X x; вместо Ç ç — J j (в начале слова) и Z z (в остальных случаях). Также на этом совещании предлагалось исключить из алфавита буквы Ꞩ ꞩ, Q q, Ƣ ƣ и ввести букву W w, но эти предложения не были приняты.
В результате к 1936 году ногайский алфавит имел следующий вид:
| A a | B в | C c | D d | E e | F f | G g | Ƣ ƣ | I i | J j | K k |
| L l | M m | N n | Ꞑ ꞑ | O o | Ө ө | P p | Q q | R r | S s | Ş ş |
| Ꞩ ꞩ | T t | U u | V v | X x | Y y | Z z | Ƶ ƶ | Ь ь |     |     |

В 1937 году ожидался выход в свет нового орфографического справочника, учитывающего все изменения в алфавите, но он не был издан в связи с началом перехода на кириллическую письменность (кратко правила были опубликованы в 1936 году в газете «Kolxoz pravdasь».

## Алфавит на основе кириллицы
В конце 1930-х годов в СССР начался процесс перевода письменностей на кириллицу. В 1937 году ЦИК Дагестанской АССР принял постановление «О переводе письменности дагестанских народов на русскую графику». 20 февраля 1938 года в газете «Дагестанская правда» был опубликован новый ногайский алфавит. Он содержал все буквы русского алфавита (кроме Ё ё), а также диграфы Гъ гъ, Къ къ, Нъ нъ.
В этом варианте алфавита не было специальных знаков для отображения специфических ногайских звуков /ӧ/ и /ӱ/. Для их обозначения применялся следующий способ: вместо этих звуков писались буквы о или у, а в конце слова добавлялся мягкий знак: боль /бӧл/, кунь /кӱн/. Этот недостаток был отмечен Центральным институтом языка и письменности СССР. В результате в том же году для обозначения звуков /ӧ/ и /ӱ/ в ногайский алфавит были введены диграфы оь и уь.
В 1944 году на совещании ногайской интеллигенции диграфы Гъ гъ, Къ къ были исключены из алфавита как не имеющие фонематического значения.
Последняя реформа ногайского письма состоялась в 1960 году, когда в результате обсуждений в Карачаево-Черкесском НИИ истории, языка и литературы в него были добавлены буквы Аь аь и Ё ё. После этого ногайский алфавит принял нынешний вид.
| А а | Аь аь | Б б | В в | Г г   | Д д | Е е   | Ё ё | Ж ж   | З з |
| И и | Й й   | К к | Л л | М м   | Н н | Нъ нъ | О о | Оь оь | П п |
| Р р | С с   | Т т | У у | Уь уь | Ф ф | Х х   | Ц ц | Ч ч   | Ш ш |
| Щ щ | Ъ ъ   | Ы ы | Ь ь | Э э   | Ю ю | Я я   |     |       |     |

Результат всех изменений ногайского кириллического алфавита был подведён в орфографическом своде Ногай литературный тилдинъ орфография правилоларынынъ Своды, вышедшем в Черкесске в 1962 году.

## Таблица соответствия алфавитов
| Кириллица | Яналиф       | Арабское письмо | Транслитерация KNAB 1995 | МФА  |
| --------- | ------------ | --------------- | ------------------------ | ---- |
| А а       | A a          | ا               | A a                      | a    |
| Аь Аь     | Ə ə          | ئه              | Ä ä                      | æ    |
| Б б       | B в          | ب               | B b                      | b    |
| В в       | V v          | و               | W w                      | v, w |
| Г г       | G g          | گ               | G g                      | g    |
| (Гъ гъ)   | Ƣ ƣ          | ع               | G g                      | ʁ    |
| Д д       | D d          | د               | D d                      | d    |
| Е е       | E e, (Je je) | ي               | E e, Je je               | je   |
| Ё ё       | (Jo jo)      |                 | Ë ë                      | jo   |
| Ж ж       | Ƶ ƶ          | Ž ž             |                          | ʒ    |
| (Дж дж)   | Ç ç          | ج               | Ž ž                      | dʒ   |
| З з       | Z z          | ز               | Z z                      | z    |
| И и       | I i, I̡ ı̡     | ى               | I i                      | i    |
| Й й       | J j          | ي               | J j                      | j    |
| К к       | K k          | ک               | K k                      | k    |
| (Къ къ)   | Q q          | ق               | K k                      | q    |
| Л л       | L l          | ل               | L l                      | l    |
| М м       | M m          | م               | M m                      | m    |
| Н н       | N n          | ن               | N n                      | n    |
| Нъ нъ     | Ꞑ ꞑ          | ڭ               | Ŋ ŋ                      | ŋ    |
| О о       | O o          | ئو              | O o                      | o    |
| Оь оь     | Ө ө          | ئو              | Ö ö                      | œ    |
| П п       | P p          | پ               | P p                      | p    |
| Р р       | R r          | ر               | R r                      | r    |
| С с       | S s          | س               | S s                      | s    |
| Т т       | T t          | ت               | T t                      | t    |
| У у       | U u          | ئۇ              | U u                      | u    |
| Уь уь     | Y y          | ئۇ              | Ü ü                      | y    |
| Ф ф       | F f          | ف               | F f                      | f    |
| Х х       | X x, H h     |                 | H h                      | χ    |
| Ц ц       | Ꞩ ꞩ          |                 | C c                      | t͡s   |
| Ч ч       | C c          |                 | Č č                      | tʃ   |
| Ш ш       | Ş ş          | ش               | Š š                      | ʃ    |
| Щ щ       |              |                 | Šč šč                    | ɕː   |
| Ъ ъ       | '            |                 | "                        | ◌.   |
| Ы ы       | Ь ь          | ىُ               | Y y                      | ɯ    |
| Ь ь       |              |                 | ’                        | ◌ʲ   |
| Э э       | E e          | ي               | È è, E e                 | e    |
| Ю ю       | (Ju ju)      |                 | Ju ju                    | ju   |
| Я я       | (Ja ja)      |                 | Ja ja                    | ja   |